# Lou Perryman
Louis Byron Perryman (15 de agosto de 1941 – 1 de abril de 2009), también conocido como Lou Perry, fue un actor estadounidense. Actuó en diferentes pequeños papeles en cine y televisión como The Blues Brothers, Poltergeist, Boys Don't Cry o La matanza de Texas y en su secuela.
Perryman también protagonizó los films de Eagle Pennell The Whole Shootin' Match y Last Night at the Alamo.

## Asesinato
Perryman fue asesinado en su casa de Austin (Texas) el 1 de abril de 2009 por Seth Christopher Tatum de 26 años.  
Tatum, que acababa de salir de prisión por robo agravado, había dejado de tomar sus medicamentos y había estado bebiendo. Tatum confesaría haber matado a Perryman con un hacha. El 26 de junio de 2009 Tatum fue sentenciado a la pena capital pero se declaró culpable y fue sentenciado a cadena perpetua en su lugar.